# George H. Carley
George Holmes Carley (Jackson, 24 de septiembre de 1938 - 26 de noviembre de 2020) fue un abogado y juez estadounidense. Sirvió en la Corte Suprema de Georgia desde marzo de 1993 hasta julio de 2012, actuando como Presidente del Tribunal Supremo durante los dos últimos meses de su mandato.

## Primeros años
Carley nació en Jackson, Misisipi en 1938, el único hijo de George L. Carley, Jr. y Dorothy Holmes Carley. Su familia se mudó a Decatur, Georgia en 1948. Su padre era miembro del Servicio de Salud Pública de los Estados Unidos y mientras estaba destinado en Birmania, Carley asistió al octavo y noveno grado en la Escuela Woodstock en Mussoorie, India entre 1951 y 1953. Al regresar a los Estados Unidos, Carley se graduó de Decatur High School en 1956. Sirvió en la Reserva del Ejército de los Estados Unidos entre 1956 y 1960 y estuvo en servicio activo en 1956.
Carley recibió su AB de la Universidad de Georgia en 1960 y su LL. B. de la Facultad de Derecho de la Universidad de Georgia en 1962. Fue miembro de Alpha Tau Omega. Dijo que su profesor favorito en la facultad de derecho era el experto en derecho de propiedad Verner F. Chaffin.
Carley fue admitido en el colegio de abogados en 1961 y durante tres meses sirvió en el departamento de títulos en el bufete de abogados de Atlanta Hansell, Post, Brandon & Dorsey antes de renunciar y regresar a Decatur, donde ejerció desde 1963 hasta convertirse en juez en 1979. Fue brevemente abogado de la Administración de Vivienda Pública de EE. UU. Antes de partir para comenzar una práctica individual que se convirtió en un bufete de abogados más grande. Carley se desempeñó como miembro de la Cámara de Representantes de Georgia en 1966 y en 1971 se convirtió en socio de la firma Decatur de McCurdy & Candler. Representó a la Autoridad de Vivienda de la Ciudad de Decatur y también se desempeñó como fiscal general auxiliar especial para el Departamento de Transporte de Georgia, manejando casos de dominio eminente.

## Carrera judicial
El gobernador George D. Busbee nombró a Carley a la Corte de Apelaciones de Georgia el 5 de abril de 1979. Posteriormente fue elegido para un mandato completo de seis años en 1980 y reelegido en 1986 y 1992. Fue juez superior de 1989 a 1990 y juez presidente de 1991 a 1991. El 16 de marzo de 1993, el gobernador Zell Miller elevó a Carley a la Corte Suprema de Georgia. Fue elegido para un mandato completo de seis años en 1994 y reelegido en 2000 y 2006. En 2009, Carley fue elegido juez presidente. En sus elecciones de retención, nunca enfrentó oposición.
En octubre de 2011, Carley anunció planes para retirarse de la Corte Suprema en julio de 2012. El gobernador Nathan Deal podría nombrar a su sucesor, quien tendría que postularse para la reelección en 2014. A fines de 2011, la presidenta del Tribunal Supremo Carol Hunstein pidió a los jueces asociados que le permitieran renunciar para que Carley pudiera cumplir el resto de su mandato como presidente del tribunal. Los jueces asociados votaron por unanimidad a favor del gesto de Huntstein. Carley entregó oficialmente su renuncia a Deal el 3 de febrero de 2012, anunciando su retiro a partir del 17 de julio.
El 29 de mayo de 2012, Carley prestó juramento como el 29° Presidente del Tribunal Supremo de la Corte Suprema de Georgia. A su investidura, asistieron los seis exjueces superiores vivos: Hunstein, Robert Benham, Harold Clarke, Norman Fletcher, Willis Hunt y Leah Ward Sears. Carley se convirtió en el primer juez en servir como presidente del Tribunal Supremo y juez presidente de la Corte Suprema y la Corte de Apelaciones de Georgia. Después de su retiro, Hunstein reasumió su papel como Presidente del Tribunal Supremo. Deal nombró al juez de la Corte de Apelaciones Keith Blackwell para reemplazar a Carley. Antes de jubilarse, Carley declaró que esperaba convertirse en mediador o árbitro privado o en juez de primera instancia después de dejar la Corte.

## Jurisprudencia
Carley era a menudo el único juez de la Corte Suprema en disentir de una decisión. Su jurisprudencia enfatizó la deferencia judicial hacia la legislatura; por ejemplo, en 1998 fue el único disidente en una decisión de 6 a 1 derogando la ley estatal de sodomía.
En los casos penales, Carley a menudo se ponía del lado del estado por encima del acusado. Sin embargo, también enfatizó el procedimiento legal. Disintió en una decisión en la que el tribunal permitió que se usaran pruebas de una búsqueda sin orden judicial contra una mujer acusada de muerte por abuso infantil, y escribió que la Cuarta Enmienda "no tiene una excepción para los casos problemáticos y no debemos permitir que los casos difíciles constituyan una mala ley".
En casos civiles, Carley a menudo se puso del lado de los demandantes. Fue conocido por una importante decisión a favor de los demandantes en un caso de seguro sin culpa desde el principio de su carrera judicial.

## Vida personal
Carley se casó con Sandra M. Lineberger de Macon en 1960. La pareja tuvo un hijo.
Carley tuvo un infarto y luego dejó de fumar. Era un fanático del fútbol de los Georgia Bulldogs desde hace mucho tiempo. Fue descrito como "esencialmente de la vieja escuela" y casi nunca apareció en público sin su "atuendo característico" de abrigo y corbata, que usaba incluso mientras montaba una mula en el Gran Cañón. Tenía un desprendimiento de retina que lo dejaba ciego del ojo derecho con visión disminuida en el izquierdo.
El 26 de noviembre de 2020, Carley falleció a causa de COVID-19.